# تاو لونا
تاو لونا (بالصينية: 陶璐娜) هي لاعبة رماية صينية، ولدت في 11 فبراير 1974 في شانغهاي في الصين.

## وصلات خارجية
- تاو لونا على موقع الاتحاد الدولي (الإنجليزية)
- تاو لونا على موقع أوليمبيديا (الإنجليزية)
- تاو لونا على موقع اللجنة الأولمبية الصينية (الإنجليزية)